# ȚSKA Moscova (handbal feminin)
PGK ȚSKA Moscova (în rusă Профессиональный гандбольный клуб ЦСКА, prescurtat ПГК ЦСКА Москва, în română Clubul profesionist de handbal ȚSKA) este secția de handbal feminin a clubului ȚSKA (în rusă Центральный спортивный клуб Армии, în română Clubul Sportiv Central al Armatei) din Moscova, Rusia, care evoluează în Superliga Rusă de Handbal Feminin începând cu sezonul 2019–2020.

## Sală
- Nume: Complexul Sportiv Universal „Igrovoi”[2]
- Oraș: Moscova, Rusia
- Capacitate: 1.100 spectatori[2]

## Palmares
- Superliga Rusă de Handbal Feminin: 
  - Locul 3 (1): 2020

## Echipa

### Lotul actual
Lotul în sezonul 2020–21
| Portari - 01 Chana Masson - 21 Anna Sedoikina - 29 Elena Utkina Extreme stânga - 03 Polina Gorșkova - 19 Iulia Markova Extreme dreapta - 15 Marina Sudakova - 91 Sara Ristovska Pivoți - 04 Iana Žilinskaitė - 36 Kathrine Heindahl - 67 Anastasia Ilarionova | Interi stânga - 08 Elena Mihailicenko - 09 Olga Gorșenina - 14 Polina Vedehina - 27 Sabina Jacobsen Centri - 11 Daria Dmitrieva (c) - 23 Natalia Cighirinova - 33 Ekaterina Iliina Interi dreapta - 39 Antonina Skorobogatcenko - 50 Eva Demidovici |

Transferuri în sezonul 2020–21
| Sosiri - Anna Sedoikina (portar) (de la Rostov-Don) - Marina Sudakova (extremă dreapta) (de la Rostov-Don) - Elena Mihailicenko (inter stânga) (de la GK Lada) - Anastasia Ilarionova (pivot) (de la Zvezda Zvenigorod) - Kathrine Heindahl (pivot) (de la Odense Håndbold) - Eva Demidovici (inter dreapta) (de la GK Lada) | Plecări - Viktorija Žilinskaitė (inter stânga) (la GK Kuban Krasnodar) - Valentina Goncearova (pivot) - Ekaterina Lubianaia (extremă dreapta) - Anna Bogdașeva (extremă dreapta) - Polina Kaplina (portar) (împrumutată la Zvezda Zvenigorod) - Lada Samoilenko (centru) (împrumutată la Zvezda Zvenigorod) |

### Banca tehnică
În sezonul 2020–21
- Antrenor principal:  Olga Akopian
- Antrenor pentru portari:  Liubov Korotniova
- Preparator fizic:  Elena Efimova
- Medic:  Vladislav Dolgacev
- Maseur:  Serghei Kozlov

### Conducerea administrativă
În sezonul 2020–21
- Președinte:  Eduard Akopian
- Manager de echipă:  Ekaterina Iurina
- Director departament sportiv:  Eduard Borisov

## Palmares european
| Sezon   | Competiție       | Fază                    | Club                    | Tur   | Retur | Total |
| ------- | ---------------- | ----------------------- | ----------------------- | ----- | ----- | ----- |
|         |                  |                         |                         |       |       |       |
| 2020–21 | Liga Campionilor | Faza grupelor (Grupa B) | SCM Râmnicu Vâlcea      |       |       |       |
| 2020–21 | Liga Campionilor | Faza grupelor (Grupa B) | Győri Audi ETO KC       | 27–27 |       |       |
| 2020–21 | Liga Campionilor | Faza grupelor (Grupa B) | ŽRK Budućnost           | 25–22 |       |       |
| 2020–21 | Liga Campionilor | Faza grupelor (Grupa B) | Borussia Dortmund       |       |       |       |
| 2020–21 | Liga Campionilor | Faza grupelor (Grupa B) | Brest Bretagne Handball |       |       |       |
| 2020–21 | Liga Campionilor | Faza grupelor (Grupa B) | Odense Håndbold         |       |       |       |
| 2020–21 | Liga Campionilor | Faza grupelor (Grupa B) | RK Podravka Koprivnica  |       |       |       |

## Furnizori de echipament
- Mizuno (2019–)
- Puma (2020–)